# インフォメーションネットワーク郡山
株式会社インフォメーションネットワーク郡山（インフォメーションネットワークこおりやま）は、かつて福島県郡山市に存在したスカパーJSATグループ傘下の企業。略称INK。

## 概要
福島県郡山市周辺をエリアとしてスカイパーフェクTV!光（電気通信役務利用放送法にもとづく有線役務利用放送）の販売代理を行っていた。愛称をミッセTVとした有線テレビジョン放送法にもとづく有線テレビジョン放送事業者でもあった。
スカパーJSATグループでスカイパーフェクTV!光（スカパー!光、現在のスカパー!プレミアムサービス光）の事業者、株式会社オプティキャスト（現在はスカパーJSATへ合併）が98%を保有する筆頭株主であった。
2008年11月30日付けで解散。その後は同じオプティキャストの子会社だったオプティキャスト・マーケティングを経て、2009年4月以降はスカパーJSATが、郡山地区においてもスカパー!プレミアムサービス光の販売代理業務を行っている。

## サービスエリア
- 福島県郡山市（市街地周辺）
- 福島県田村郡三春町（一部）

## 主な放送チャンネル

### 地上波
| アナログ | デジタル | 放送局            |
| -------- | -------- | ----------------- |
| 2        | D021     | NHK福島教育       |
| 4        | D041     | FCT福島中央テレビ |
| 5        |          | NHKBS1            |
| 6        | D061     | TUFテレビユー福島 |
| 8        |          | NHKBSプレミアム   |
| 9        | D011     | NHK福島総合       |
| 10       | D051     | KFB福島放送       |
| 11       | D081     | FTV福島テレビ     |
| 12       |          | QVC               |

### 地上波以外
地上波以外のチャンネルに関しては現在のスカパー!プレミアムサービス光のサービスを受けることができる。